# Pia Riedel
Pia Riedel (* 9. September 1990 in Berlin) ist eine deutsche Volleyball- und Beachvolleyballspielerin.

## Karriere Halle
Riedel begann ihre Karriere beim Nachwuchs des Köpenicker SC. Später wurde sie am Stützpunkt des VC Olympia Berlin weiter ausgebildet. Außerdem spielte die Außenangreiferin für den TSV Rudow 1888. Dann kehrte sie zum Köpenicker SC zurück, mit dem sie bis 2017 in der Bundesliga antrat.

## Karriere Beach
Ihre ersten Turniere im Sand absolvierte Riedel 2006 mit Jessica Göpner. Das Duo belegte 2007 den dritten Rang bei der deutschen U18-Meisterschaft. Zwei Jahre später gelang Riedel/Göpner der Titelgewinn im U20-Wettbewerb. Bei der U20-Europameisterschaft 2009 auf Kos spielte Riedel erstmals mit Isabel Schneider und erreichte den vierten Platz. Bei der Deutschen Meisterschaft 2012 belegten die beiden den neunten Rang. 2013 spielte Riedel zusammen mit Jenny Heinemann und belegte bei der Deutschen Meisterschaft erneut Platz neun.